# Крус, Муриэль
Кармен Муриэль Крус Кларос (исп. Carmen Muriel Cruz Claros; род. 16 июля 1986, Монтеро, Боливия) — боливийская королева красоты, модель, активистка и политик. С 22 января 2015 года по 8 ноября 2020 года она занимала должность депутата Многонационального законодательного собрания Боливии, представляя департамент Санта-Крус во время третьего правительства президента Эво Моралеса Аймы. Ранее она завоевала титул Мисс Боливия-Интернешнл 2003.

## Биография
Муриэль Крус родилась 16 июля 1986 года в городке Монтеро в департаменте Санта-Крус. Она окончила школу им. Габриэля Рене Морено в своём родном городе. В 2002 году, в 16-летнем возрасте, она начала работать моделью и в том же году была выбрана Мисс Монтеро. В следующем году Круз участвовала в конкурсе «Мисс Санта-Крус 2003», где ей удалось завоевать титул победительницы.
С этим титулом она представляла свой департамент на главном конкурсе красоты страны «Мисс Боливия 2003», где заняла третье место и получила титул «Мисс Боливия-Интернешнл 2003»,  благодаря которому участвовала в конкурсе «Мисс Интернешнл 2003».

## Политическая карьера
Муриэль Крус вошла в политическую жизнь страны в раннем возрасте. В 2010 году, когда ей исполнилось 24 года, она участвовала в субнациональных выборах в качестве кандидата на должность члена местного совета муниципалитета Монтеро от партии Националистическое революционное движение. Победив на выборах, она вступила в должность 31 мая 2010 года.
20 июня 2013 года Муриэль Крус была избрана новым председателем муниципального совета Монтеро (второй по численности населения муниципалитет в департаменте Санта-Крус). Она находилась на посту до 20 февраля 2014 года.
11 февраля 2014 года Муриэль Крус вступила в ряды партии «Движение к социализму» (MAS), по списку которой была выставлена кандидатом в депутаты от департамента Санта-Крус на выборах 2014 года. Она стала победительницей, получив место третьего многомандатного депутата департамента Санта-Крус в Многонациональном законодательном собрании Боливии.